# Saint-Martin-d’Arrossa
Saint-Martin-d’Arrossa (baskisch Arrosa) ist eine französische Gemeinde mit 544 Einwohnern (Stand 1. Januar 2022) im Département Pyrénées-Atlantiques in der Region Nouvelle-Aquitaine (vor 2016: Aquitanien). Die Gemeinde gehört zum Arrondissement Bayonne und zum Kanton Montagne Basque (bis 2015: Kanton Saint-Étienne-de-Baïgorry).
Die Einwohner werden entsprechend Arrosatar genannt. Der Beiname leitet sich aus dem baskischen Wort arlausa (deutsch Steinplatte) ab. Der Untergrund im Gemeindegebiet zeigt tatsächlich übereinanderliegende und verschachtelte Steinplatten.

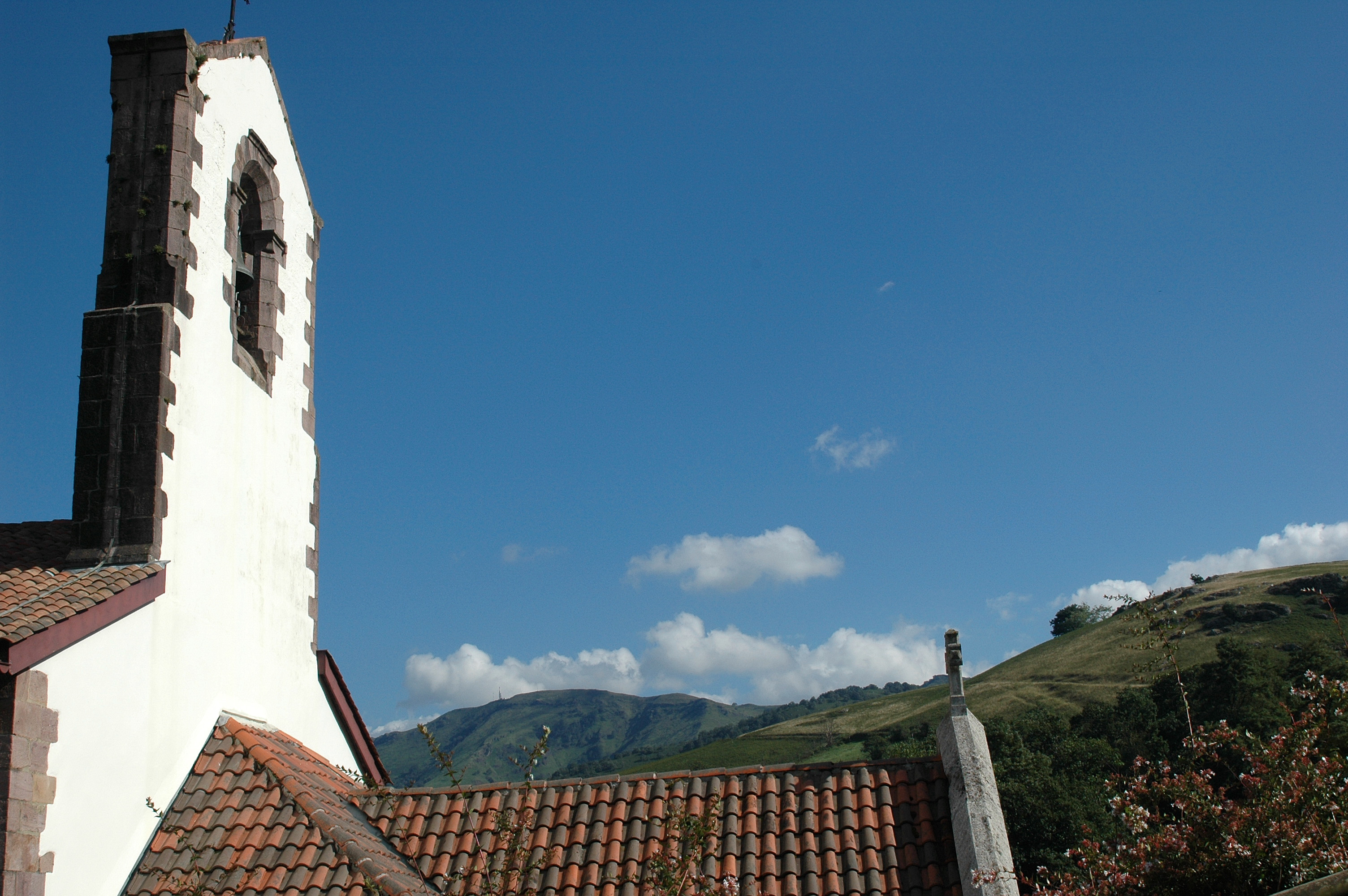
Pfarrkirche von Saint-Martin-d’Arrossa vor Bergkulisse

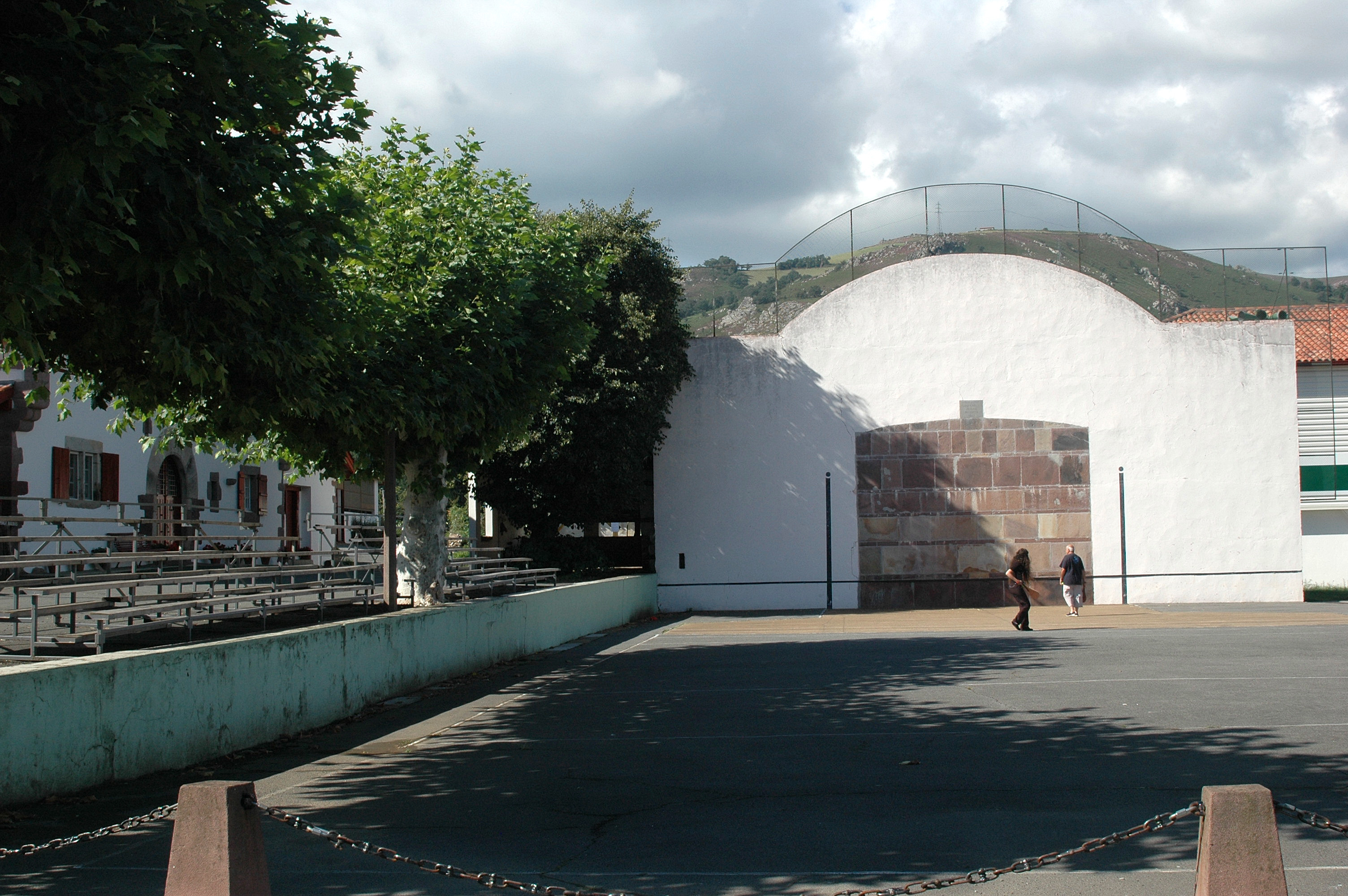
Frontón in Saint-Martin-d’Arrossa

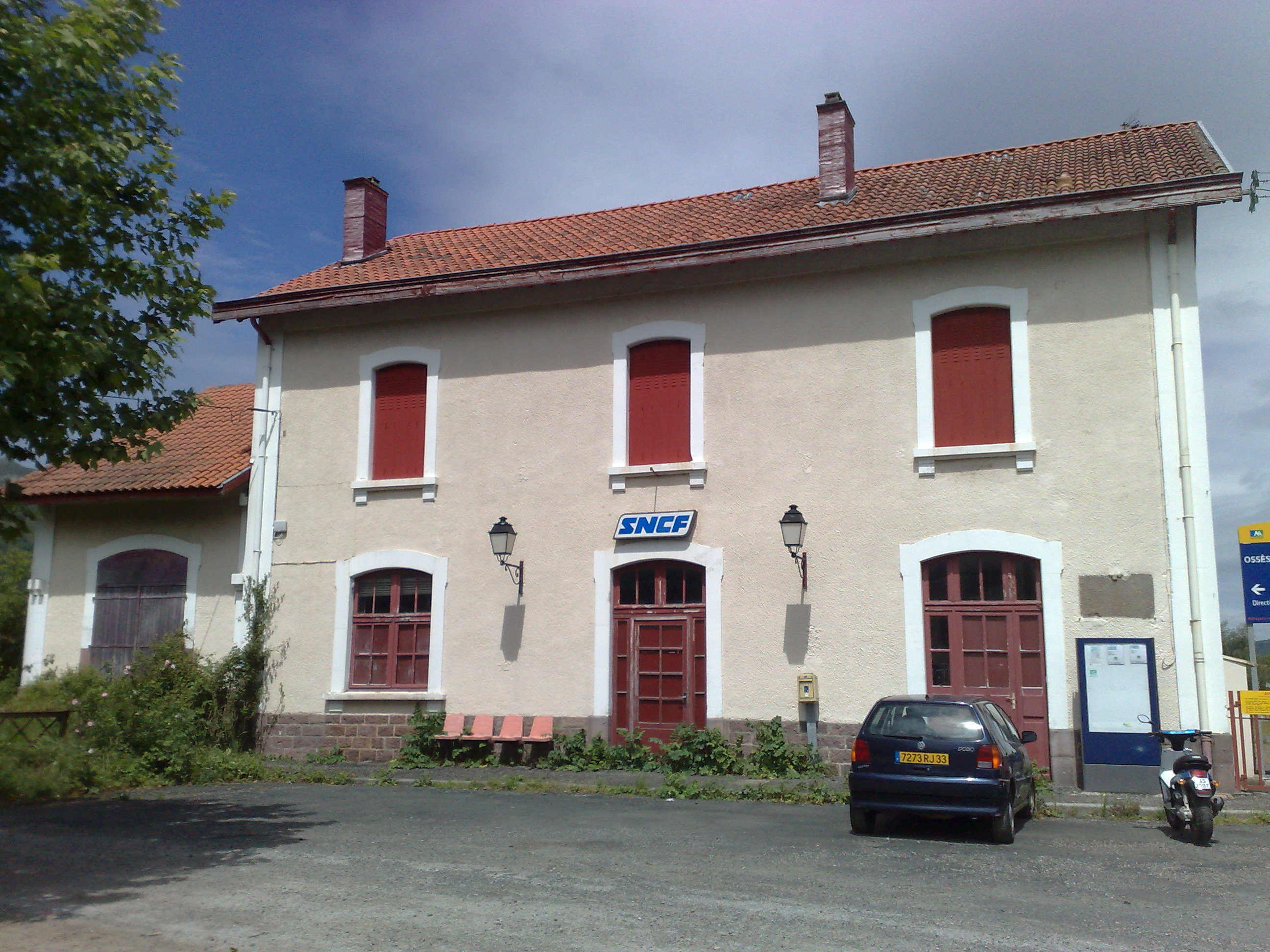
Bahnhofsgebäude

## Geographie
Saint-Martin-d’Arrossa liegt ca. 45 km südöstlich von Bayonne im historischen Landstrich Baïgorry-Ossès (baskisch Baigorri-Ortzaize) der historischen Provinz Nieder-Navarra im französischen Teil des Baskenlands.
Die höchste Erhebung im Gebiet der Gemeinde ist der Jara (811 m).
Umgeben wird Saint-Martin-d’Arrossa von den Nachbargemeinden:
|                           | Bidarray                                    |         |
| Saint-Étienne-de-Baïgorry | Kompassrose, die auf Nachbargemeinden zeigt | Ossès   |
|                           | Irouléguy                                   | Ascarat |

Saint-Martin-d’Arrossa liegt im Einzugsgebiet des Flusses Adour. Einer seiner Nebenflüsse, die Nive, markiert die östliche und südöstliche Gemeindegrenze zu den Nachbargemeinden Ossès und Ascarat. Die Nive des Aldudes, ein Zuflüsse der Nive, durchquert das Gebiet der Gemeinde im Süden.

## Geschichte
Die ältesten von drei Dolmen, die am Massiv des Larla gefunden wurden, datieren aus der Urgeschichte und zeigen, dass Menschen bereits in dieser frühen Zeit das Gebiet aufgesucht haben. Der Dolmen Mikelare befindet sich am äußersten Norden des Massivs auf einer Höhe von 358 m, die beiden anderen Grabmäler von Baihuntza am äußersten südlichen Ende auf 400 m bzw. 420 m Höhe. Allen gemeinsam ist der Aufbau einer Grabkammer, die mit Sandsteinplatten in einem Grabhügel mit einem Durchmesser von acht bis zwölf Metern aufgestellt ist.
Die beiden heutigen Ortsteile Eyharce und Exave von Saint-Martin-d’Arrossa gehörten zu Ossès, dessen Gebiet im Mittelalter das ganze Tal umfasste. Die Pfarrkirche von Saint-Martin-d’Arrossa in Exave wurde im 14. Jahrhundert erstmals in den Schriften bekannt gemacht. Eyharce wurde im Zusammenhang mit zwei freien Häusern Arrossagarai („Arrossa“) erwähnt. Karl II., genannt der Böse, König von Navarra, ließ 1350 bis 1353 die Zahlung einer Steuer erfassen und bei dieser Gelegenheit wurden in Eyharce zwanzig und in Exave zehn Häuser gezählt. Das Haus Arrossagarai wurde 1571 von Königin Jeanne d’Albret in den Adelsstand erhoben. Mit der Neuordnung der Territorien zu Beginn der Französischen Revolution war das Gebiet links der Nive immer noch der Gemeinde Ossès angegliedert. Die Pfarrgemeinde von Saint-Martin-d’Arrossa wurde im Jahre 1826 von Ossès gelöst. Der Gemeinderat von Ossès wehrte sich eine lange Zeit gegen eine weiterführende, administrative Loslösung. Am 2. Juli 1923 wurde Saint-Martin-d’Arrossa endgültig eine eigenständige Gemeinde.
Toponyme und Erwähnungen von Saint-Martin-d’Arrossa waren:
- Erlausse und de Rause (1249),
- Domingo de Arlaussa (1283),
- Sanctus-Martinus d’Ouses und Sainct-Martin de Osses (1302 bzw. 1529, Urkunden des Domkapitels von Bayonne),
- Hostal de Herlausa (1347),
- Arlausse (1350),
- Erlausse (1366 und 1413),
- Arrossagaray (1526),
- Roza und Arrossa (1547),
- Rosa und Arrosathe (1632),
- Saint Martin d’Arossa (1750, Karte von Cassini),
- Grand-Pont (1793),
- Horça (1801, Bulletin des Lois) und
- Saint-Martin-d’Arrossa (1863, Dictionnaire topographique Béarn-Pays basque).[2][10][11][12]

Toponyme und Erwähnungen von Eyharce waren:
- Eyars (1249),
- Heyarce (1350),
- Eyharce (1366 und 1413),
- Ayarza (1513, Urkunden aus Pamplona),
- Eyharse (1675, réformation d’Ossès, Manuskript des 17. Jahrhunderts, B687, Blatt 59),
- Eiharce (1750, Karte von Cassini) und
- Eyharce (1863, Dictionnaire topographique Béarn-Pays basque).[2][10][11]

Toponyme und Erwähnungen von Exave waren:
- Edsave (1235),
- Detsau und de Chava (1249),
- Desave (1291),
- Exhaua (1307),
- Etssabe (1350 und 1413),
- Ezabe (1513, Urkunden aus Pampelona),
- Exabe (1675, réformation d’Ossès, Manuskript des 17. Jahrhunderts), B687, Blatt 2),
- Eixave (1750, Karte von Cassini) und
- Exave (1863, Dictionnaire topographique Béarn-Pays basque).[2][10][11]

### Wappen

Wappen von Saint-Martin-d’Arrossa

Die Gemeinde trägt das Wappen seit 2003 und es lässt sich nach Guy Ascarat, Heraldiker und Historiker, folgendermaßen interpretieren.
Es basiert auf dem historischen Wappen des Hauses Arrossagarai, in dem der gewellte Balken am Punkt hinzugefügt wurde. Es handelt sich um ein Symbol für die Nive, die natürliche Grenze zu den östlich gelegenen Nachbargemeinden. Der Turm hat im Gegensatz zum Schloss die Bedeutung eines militärischen Bauwerks und wird hier durch eine Keule ergänzt. Diese Allegorie soll dennoch keine provokative, sondern eine abschreckende Bedeutung vermitteln.

### Einwohnerentwicklung
Seit der Erlangung der Eigenständigkeit der Gemeinde reduzierte sich die Zahl bei kurzen Erholungsphasen bis zu den 1990er Jahren von rund 970 auf 415 Einwohner. In der Folge setzte eine Wachstumsphase ein.
| Jahr      | 1962 | 1968 | 1975 | 1982 | 1990 | 1999 | 2006 | 2009 | 2022 |
| --------- | ---- | ---- | ---- | ---- | ---- | ---- | ---- | ---- | ---- |
| Einwohner | 457  | 454  | 439  | 420  | 391  | 359  | 390  | 416  | 544  |

## Sehenswürdigkeiten

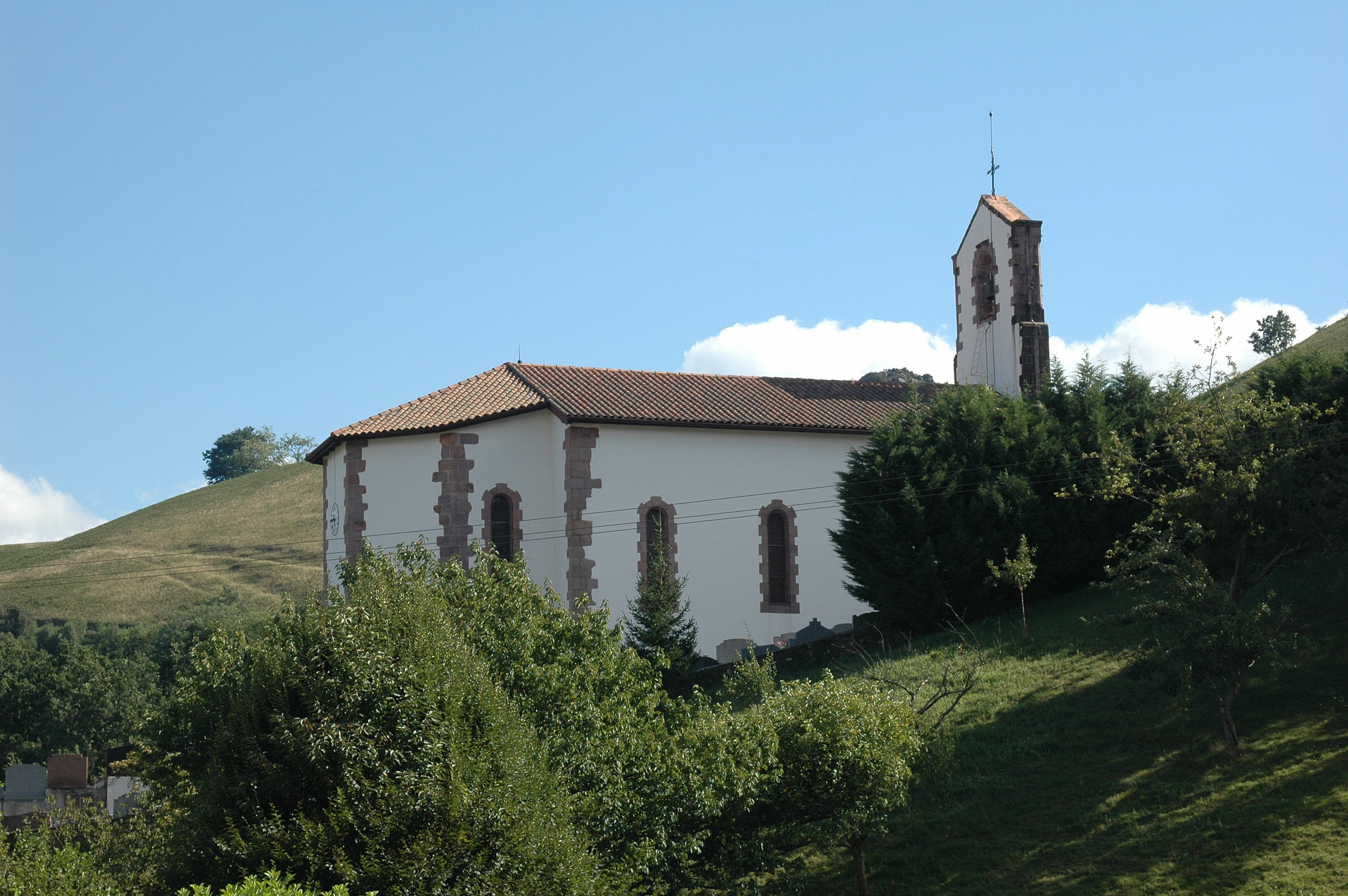
Pfarrkirche Saint-Martin

- Pfarrkirche, geweiht Martin von Tours. Sie liegt auf einer Erhöhung und wird vom traditionellen Friedhof umsäumt. Das heutige Gebäude ist zumindest teilweise ein Neubau in den Jahren 1866 und 1867 der früheren Kirche, die seit dem 12. Jahrhundert in den Aufzeichnungen erwähnt wurde. Markantes Bauelement ist der Glockengiebel mit einer Aussparung in seiner Fassade für die Glocke. Der Eingang an der Westseite mit seinen Archivolten ist offensichtlich älteren Datums und könnte aus der ursprünglichen Kirche stammen. Das einschiffige Langhaus wird von einer fünfwandigen Apsis verlängert. Ihre Fassade ist durch zwei Fensteröffnungen mit dicken Laibungen unterbrochen. Eines der Fenster ist zugemauert und birgt an der Außenwand eine Statue. Die Wände sind aus Bruchsteinen und Werksteinen aus Sandstein gebaut und verputzt. Fenster in Spitzbogenform und mit Faschen aus Sandstein geben Licht in das Langhaus. Die Sakristei befindet sich unterhalb des Chors.[15][16] Der Eingangsvorbau gewährt Zugang zur Kapelle, die Maria, der Mutter Jesu Christi, gewidmet ist. Sie ist in den Felsen geschlagen und erinnert an die Grotte von Massabielle in Lourdes, in der wiederholt die Mutter Gottes der vierzehnjährigen Bernadette Soubirous erschienen sein soll. Zwei Statuen in der Kapelle illustrieren die Szene, eine die Maria darstellt, die andere Bernadette Soubirous, die vor ihr kniet. Die Kapelle ist mit einem Kreuzrippengewölbe ausgestattet und mit einem Eingangsgitter geschützt. Sie birgt außerdem einen Sarkophag, der aus schwarzem Marmor gearbeitet und sorgfältig verziert ist. Er ruht auf der Grabstelle auf zwei soliden Pfeilern und trägt die Inschrift Laborde Martinto Mendirineko Hil-Harria in baskischer Sprache. hil bedeutet ‚Tod‘ und harri ‚Stein‘. Auf dem Sarkophag steht die Figur eines kleinen weißen Engels.[17][18][16] Ein außergewöhnliches Ehrenmal für die 28 im Ersten Weltkrieg gefallenen Soldaten der Gemeinde befindet sich an einer der Wände der Pfarrkirche. Eine große Stele trägt ihre Namen. Oberhalb dieser Liste symbolisiert ein Flachrelief einen Poilu, der mit Palmenblättern und einem großen Croix de guerre umgeben ist. Am Fuß der Stele befindet sich ein Navarrakreuz mit einer Inschrift in baskischer Sprache, links und rechts begleitet von scheibenförmige Grabstelen. Den Gefallenen im Zweiten Weltkrieg wird durch zusätzliche, neben der Stele angebrachte Tafeln gedacht.[19] Auf dem Friedhof befinden sich ebenfalls mehrere scheibenförmige Grabstelen, von denen bestimmte zu Beginn des 20. Jahrhunderts zur Pflasterung wiederverwendet wurden.[20]

- Ehemalige Sideritmine. Seit der späten Eisenzeit, dem dritten Jahrhundert v. Chr., gibt es Eisenminen auf dem Gemeindegebiet. Im Laufe der Renaissance und der Frühen Neuzeit setzte sich die Bergbautätigkeit fort. Durch die Verbindung mit einer Eisenbahn gesichert, wurde im Gemeindegebiet zwischen 1907 und 1914 verstärkt Siderit abgebaut, bis die Lagerstätte erschöpft war. Spuren der Mine sind an der Ostseite des Berges Larla westlich des Zentrums von Saint-Martin-d’Arrossa sichtbar.[21][22]

- Villa Anna. Dieses zweistöckige Sommerhaus ist vermutlich im späten 19. oder frühen 20. Jahrhundert gebaut worden. Es befindet sich inmitten eines kleinen, mit Bäumen bestandenen Parks. Die Wände sind aus einem gemischten Mauerwerksverband aus Kalk- und Sandstein, verbunden mit Zement, gebaut und verputzt. Der Wohntrakt ist mit einem Zeltdach mit Falzziegeln gedeckt. Ein großer, kunstvoll gearbeiteter Vorbau prägt den Haupteingang. Ein viereckiger, dreistöckiger Turm belegt die linke Seite. Die meisten seiner Fenster sind rechteckig mit Faschen aus Steinen, wobei nur die oberen und unteren Abschnitte sichtbar sind. Die oberste Etage des Turms ist mit rundbogenförmigen Zwillings- und Drillingsfenster ausgestattet. Auf der rechten Gebäudeseite befindet sich ein Balkon aus fein gearbeitetem Stein. Auf der Rückseite befindet sich ein zweiter Eingang, der ursprünglich für das Personal vorgesehen war. Die Villa ist als nationales Kulturgut registriert.[23]

- Haus Arozagaraia. Es wurde vermutlich in der zweiten Hälfte des 17. oder in der ersten Hälfte des 18. Jahrhunderts errichtet, was an den heute zugemauerten Kreuzstockfenstern mit Sohlbänken und den abgerundeten Verdachungen an den Fassaden an allen vier Seiten abgeleitet werden kann. Der Kamin in Innern des Hauses stammt aus dieser Zeit. Im Laufe des 18. Jahrhunderts sind Dachgauben mit Zwillingsfenstern mit Dreiecksgiebeln und abgerundeten Sohlbänken in das Dachgeschoss eingebaut worden. Im 19. Jahrhundert ist das Haus vor allem in Bezug auf die Fenster umgestaltet worden. Das Haus ist aus Bruchsteinen aus Kalk- und Sandstein gebaut und verputzt. Es ist mit einem Dach mit langen Dachflächen mit Hohlziegeln gedeckt. An der Ost- und Südfassade befinden sich zwei rechteckige Türen mit Stürzen oberhalb von Konsolen. Das Haus ist als nationales Kulturgut registriert.[24]

- Bauernhof Irungaraia. Er ist vermutlich zu Beginn des 17. Jahrhunderts errichtet worden, was beispielsweise an den großen Keilsteinen der rundbogenförmigen Toreinfahrt abgelesen werden kann. Das Gebäude erfuhr Änderungen im 19. Jahrhundert mit Ausbesserungen an bestimmten Fenstern. Im 20. Jahrhundert wurde das Dach überholt und die linke Gebäudeseite restauriert. Das zweistöckige Gebäude besitzt einen dreigliedrigen, rechteckigen Grundriss. Es ist mit einem Dach mit langen Dachflächen mit Hohlziegeln und kunstvollen Streben gedeckt. Die erste Etage ist als Fachwerk gebaut, das mit Steinen ausgefacht ist und mit Fenstern mit Faschen aus Holz ausgestaltet ist. Der Schlussstein des Rundbogens der Toreinfahrt ist mit einem Wappen verziert. Links und rechts neben der Tür befinden zwei sehr schmale, geschlossene Maueröffnungen. Auf der linken Seite ist vor kurzem ein Vordach errichtet worden, das eine Terrasse überdacht. Im Inneren des Bauernhauses lassen sich zwei Baumethoden erkennen, Fachwerk und Wände aus Bruchsteinen. Der Bauernhof ist als nationales Kulturgut registriert.[25]

- Bauernhof Etxeberria. Er ist vermutlich zu Beginn des 17. Jahrhunderts errichtet worden, was beispielsweise an den großen Keilsteinen der rundbogenförmigen Toreinfahrt oder an den Zierleisten an den Fenstern abgelesen werden kann. Im 18. Jahrhundert wurden u. a. die Fenster durch Zwillingsfenster mit abgerundeten Sohlbänken ersetzt. Im 19. Jahrhundert wurden vor allem Fenster umgebaut. Im Laufe des 20. Jahrhunderts wurde der Bauernhof aufgegeben und dient heute als Schuppen. Das zweistöckige Gebäude besitzt einen dreigliedrigen, rechteckigen Grundriss. Es ist mit einem Dach mit langen Dachflächen mit Hohlziegeln und einem Halbwalm auf der Rückseite gedeckt. Die Westfassade im ersten Stock ist als Fachwerk gebaut, das mit Steinen ausgefacht ist und besitzt Zwillingsfenster mit Kreuzstöcken aus Holz und Keilsteinen. Die Toreinfahrt besitzt abgerundete Sprossen und ist mit Kugelfriesen verziert. Der Schlussstein des Rundbogens ist mit einem Wappen verziert. Im Erdgeschoss befinden sich zwei Fenster mit abgerundeten Sohlbänken, eines davon ist ein Zwillingsfenster. Die Zwischenwände im ersten Stock sind aus Fachwerk, die Wände des Erdgeschosses aus Stein mit einer durchschnittlichen Stärke von 40 cm. Die vier ersten Stufen der steinernen Wendeltreppe sind bewahrt worden. Der Bauernhof ist als nationales Kulturgut registriert.[26]

- Bauernhof Aintzainia. Das heutige Bauernhaus datiert aus der zweiten Hälfte des 17. Jahrhunderts, wie die Jahreszahl „1668“ auf dem Mauervorsprung der linken Traufseitenmauer belegt. Seine Konstruktion auf einem Holzgerippe zeigt ebenfalls das Alter an. Im Laufe der Jahrhunderte wurde es mehrfach umgeändert, vor allem im 19. Jahrhundert, als bestimmte Fenster und Teile der Wand verbessert wurden. Das Bauernhaus besitzt zwei Stockwerke und ein Dachgeschoss. Das Erdgeschoss und die Traufseitenmauern sind mit Bruchsteinen aus Sandstein und Mörtel errichtet und verputzt. Der vordere Teil des oberen Stockwerks und die Zwischenwände im Innern sind als Fachwerk gebaut, das mit Steinen ausgefacht ist, die außen durch den Putz verdeckt sind. Das Haus ist mit einem Dach mit langen Dachflächen mit Hohlziegeln gedeckt, wobei eine Schleppe auf der rechten Seite einen Backofen überdacht. Die Fenster sind mit Einrahmungen aus Holz oder Steinen ausgestaltet. Auf der ersten Etage ist ein Zwillingsfenster zu sehen. Der Bauernhof ist heute unbewohnt und als nationales Kulturgut registriert.[27]

- Bauernhof Pikarenea. Er ist vermutlich gegen Ende des 17. Jahrhunderts errichtet worden, wie die Jahreszahl „1693“ auf einem der Schlusssteine der Toreinfahrt und das Dekor des Fachwerks bezeugen. Im 19. Jahrhundert wurden Änderungen am Bauernhaus vorgenommen, insbesondere an den seitlichen Fenstern. Weitere Änderungen erfuhr es im 20. Jahrhundert. Das zweistöckige Gebäude besitzt einen zweiteiligen, quadratischen Grundriss. Es ist mit Bruchsteinen aus Sandstein errichtet und verputzt und ist mit einem Dach ausgestattet, dessen lange Dachflächen mit Hohlziegeln gedeckt sind. Im vorderen Teil des Gebäudes ist auf Höhe der ersten Etage und des Dachgeschosses ein Teil als Fachwerk gebaut, das mit Steinen ausgefacht ist. Auf der rechten Seitenwand ist ein Fenster mit abgerundeter Sohlbank aus Sandstein zu erkennen, das zugemauert ist. Die drei Schlusssteine der Toreinfahrt sind mit Tiermotiven verziert. Der aktuell unbewohnte Bauernhof ist ebenfalls als nationales Kulturgut registriert.[28]

## Wirtschaft und Infrastruktur

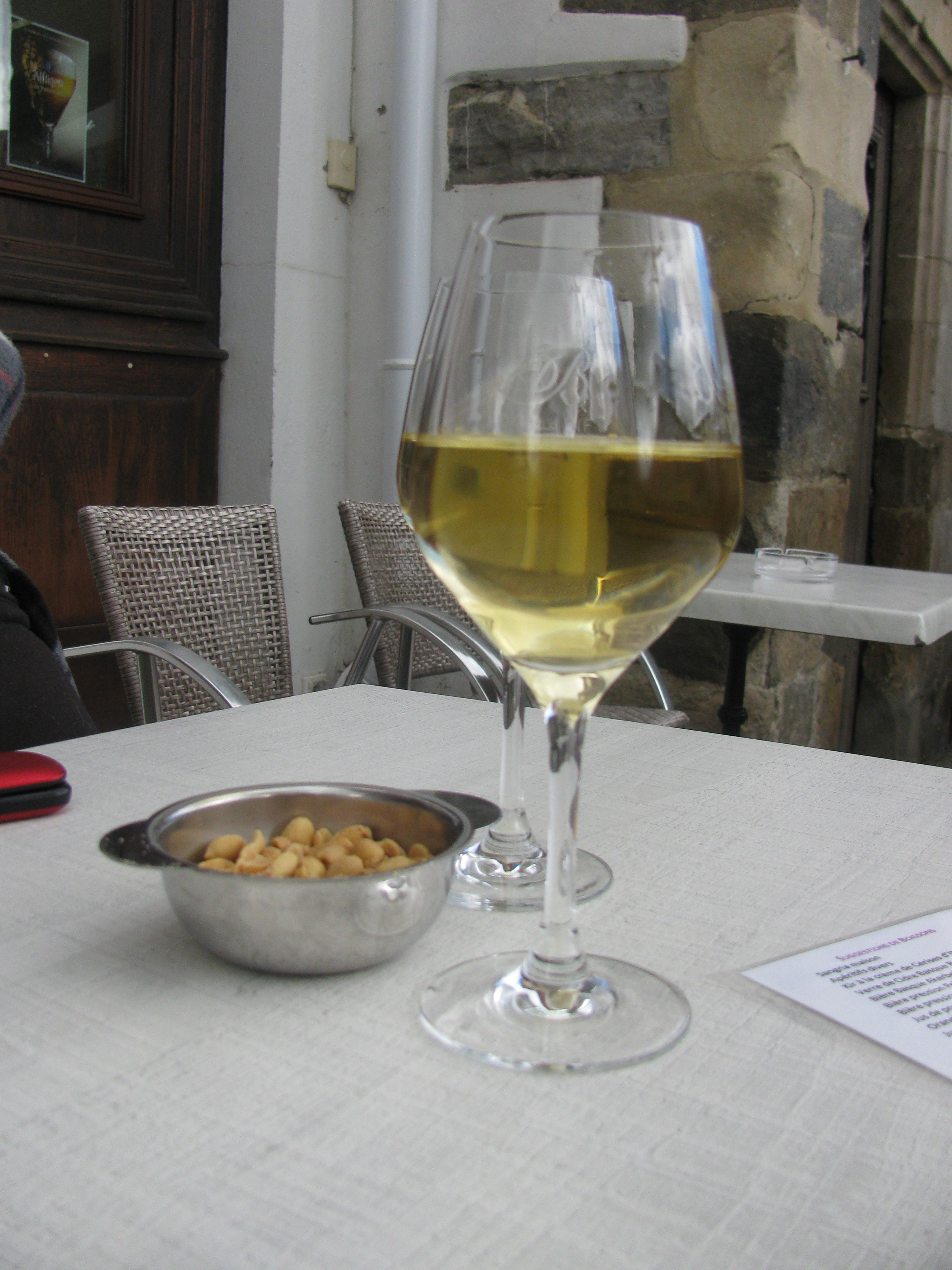
AOC Irouléguy blanc

Die Landwirtschaft ist immer noch ein gewisser Wirtschaftsfaktor der Gemeinde, tritt jedoch in den Hintergrund von Aktivitäten der anderen Wirtschaftssektoren mit Handwerk und Dienstleistungen.
Saint-Martin-d’Arrossa liegt in den Zonen AOC des Weinbaugebiets Irouléguy, des Ossau-Iraty, eines traditionell hergestellten Schnittkäses aus Schafmilch, sowie der Schweinerasse und des Schinkens „Kintoa“.
Der Bauernhof Irungaraia in Saint-Martin-d’Arrossa produziert u. a. den Ossau-Iraty.
1892 kam die Eisenbahn nach Saint-Martin-d’Arrossa und belebte neben der Minentätigkeit auch eine gewisse Industrialisierung. Eine Fabrik zur Reinigung von Schafwolle wurde im frühen 20. Jahrhundert errichtet und in den 1940er Jahren auch wieder geschlossen. 1846 wurde ein Verfahren zum Extrahieren von Tanninen aus dem Holz und der Rinde von Kastanien entwickelt. Die Fabrik in Saint-Martin-d’Arrossa griff hierbei als Rohstoff auf Bäume der Umgebung zurück. Mehr als 60 Arbeiter wurden dort beschäftigt. Das Tannin wurde an Gerbereien zur Herstellung von Leder geliefert. Eine Baumkrankheit führte in den 1920er Jahren zum Rückgang der Baumbestände und zur Einstellung dieses Industriezweigs. 1898 wurde die Eisenbahnstrecke sowohl nach Saint-Étienne-de-Baïgorry als auch nach Saint-Jean-Pied-de-Port verlängert. Der Betrieb auf dem Abzweig nach Saint-Étienne-de-Baïgorry wurde in den 1950er Jahren eingestellt.

### Bildung
Die Gemeinde verfügt über eine öffentliche Grundschule mit 33 Schülerinnen und Schülern im Schuljahr 2017/2018.

### Sport und Freizeit

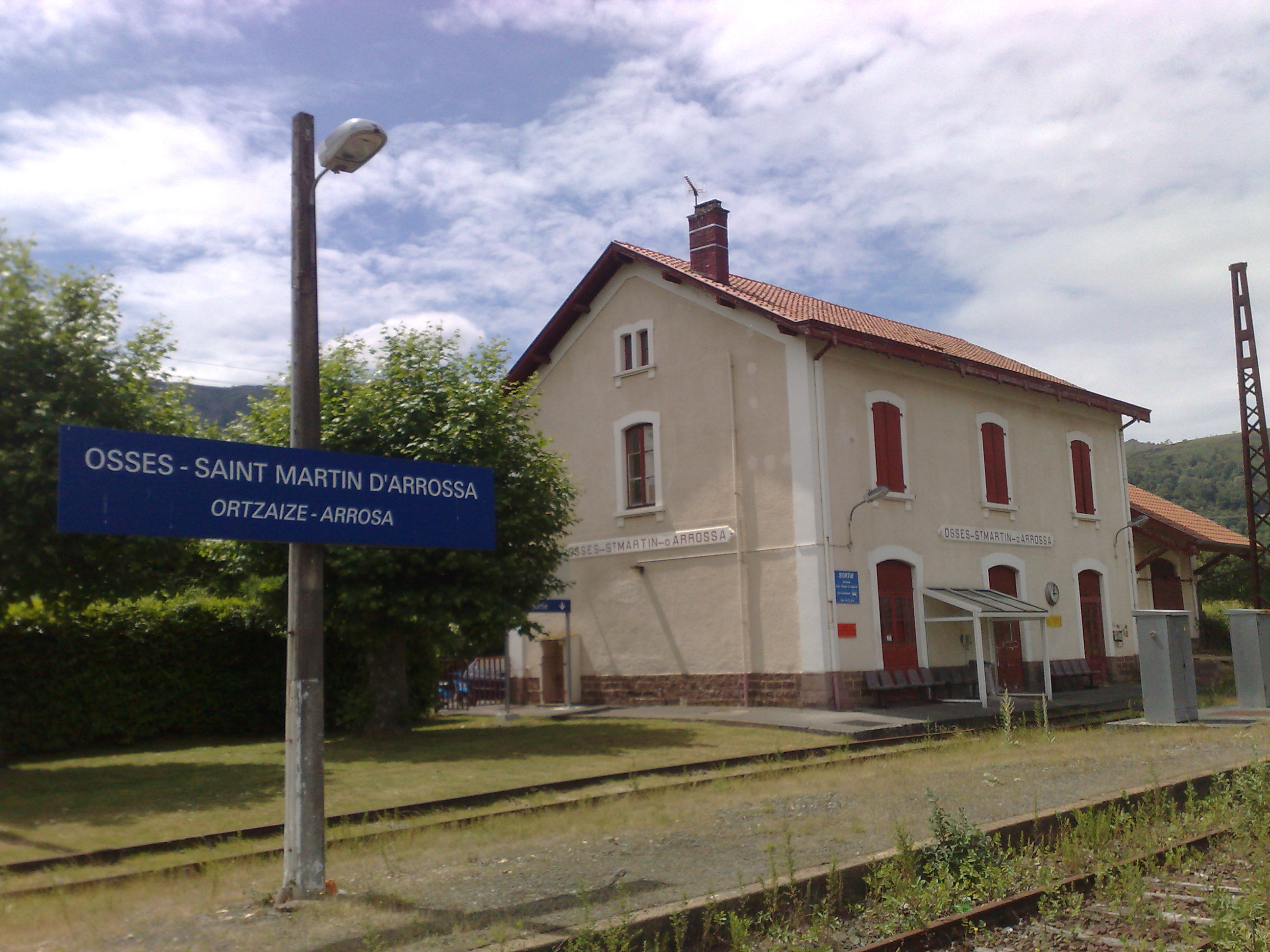
Haltepunkt Ossès-Saint-Martin-d’Arrossa des TER Aquitaine

- Ein als schwer eingestufter Wanderweg mit einer Länge von 13 km und einem Höhenunterschied von 700 m führt vom Zentrum auf den Gipfel des Jara (810 m) und zurück.[35]

- Der leichte bis mittlere Rundweg Sentier découverte gibt dem Besucher einen Überblick in die Bergbautätigkeit des 20. Jahrhunderts am Fuß des Larla (705 m). Er hat eine Länge von 3,2 km mit einem Höhenunterschied von 180 m. Eine Erweiterung stellt der mittlere bis schwere Rundweg Sentier des mineurs dar mit einer Länge von 9,4 km und einem Höhenunterschied von 550 m. Dieser führt um den Larla herum und verschafft zusätzlich Einblicke in Minentätigkeiten in der Antike und im 19. und 20. Jahrhundert.[36]

- Das Einzugsgebiet der Nive hat eine gute Wasserqualität und bietet Anglern die Gelegenheit zum Fischen. Auf dem Gebiet der Gemeinde ist eine 1 km lange Zone für „No Kill“-Angeln am Ufer der Nive eingerichtet worden.[37]

### Verkehr
Saint-Martin-d’Arrossa ist erreichbar über die Routes départementales 918 (ehemalige Route nationale 618) und 948 (ehemalige Route nationale 648).
Die Linie 62 des TER Aquitaine, einer Regionalbahn der staatlichen SNCF, bedient die Eisenbahnstrecke von Bayonne nach Saint-Jean-Pied-de-Port. Auf dem Gebiet der Gemeinde Saint-Martin-d’Arrossa ist der Haltepunkt Ossès-Saint-Martin-d’Arrossa eingerichtet.